# Новий Кічкіняш
Новий Кічкіня́ш (рос. Новый Кичкиняш, башк. Яңы Кескенәш) — присілок у складі Шаранського району Башкортостану, Росія. Входить до складу Старотумбагушевської сільської ради.
Населення — 39 осіб (2010; 53 у 2002).
Національний склад:
- марійці — 98 %